# Пулау-Селетар
Пулау Селетар (або острів Селетар ) — острів, розташований у Джохорській протоці біля північного узбережжя Сінгапуру . Розташований у водах Сінгапуру, він має площу 38,5 га. . Він розташований у затоці, в яку впадає кілька потоків, у тому числі води єдиного в материковому Сінгапурі гарячого джерела .  
Пулау Селетар утворює окрему підзону, розташовану в межах території планування Сімпанг . 
Пулау Селетар є домом для мангрових дерев, найвищі з яких досягають висоти 30 метрів.